# استن آنسلو
استن آنسلو (انگلیسی: Stan Anslow; ۵ مهٔ ۱۹۳۱ – ۶ آوریل ۲۰۱۷) بازیکن فوتبال بود.
از باشگاه‌هایی که در آن بازی کرده‌است می‌توان به باشگاه فوتبال میلوال اشاره کرد.